# Marshal (politie)
Een marshal is een functie binnen het politiesysteem van de Verenigde Staten. Een marshal moet de wet handhaven binnen een town of streek.

## Soorten

### Federale marshal
Een federale marshal is een marshal die door de Amerikaanse overheid werd aangesteld om de wet te handhaven in een gebied dat nog geen onderdeel van een staat was. Omdat deze gebieden niet in counties waren opgedeeld, kon dit niet door een sheriff gehandhaafd worden.

### Town marshal
Een town marshal is de marshal van een town. Een town marshal wordt door de burgemeester van een town aangesteld of gekozen tijdens verkiezingen. Meestal hebben kleine plaatsen, die geen eigen politie-eenheid hebben, een marshal om de wet te kunnen handhaven. De marshal moet verantwoording afleggen aan de burgemeester.

## Verschil met een sheriff
Een marshal en een sheriff worden ook in de Verenigde Staten vaak met elkaar verward. Dit komt onder andere doordat de twee in Hollywoodfilms meestal als synoniemen worden gebruikt, maar er zijn verschillen tussen de twee. Zo is een sheriff de leider van de politie van een county (regionale bestuursvorm, vergelijkbaar met een district)
en een marshal de leider van de politie in een city, town of township (lagere bestuursvormen, approximatief vergelijkbaar met gemeenten in Nederland en België) . Het kan echter ook zo zijn dat een marshal de enige politie-ambtenaar van een plaats is.
Er zijn plaatsen die zowel een sheriff als een marshal hebben. Dit zijn meestal towns die naast een town ook de hoofdplaats van een county zijn. In dunbevolkte counties kan het echter voorkomen dat er helemaal geen marshal is, maar alleen een sheriff. Want grondwettelijk moet elke county een sheriff hebben. Er is echter een aanzienlijk aantal counties met weinig inwoners, waarin slechts één of enkele kleine plaatsen liggen. De functie van marshal wordt dan overbodig, zijn taken worden dan door de sheriff (of de deputies) gedaan. Ook kleine plaatsen tot een paar honderd inwoners hebben vaak geen marshal, ook in dit geval doet de sheriff dit werk dan.